# Ella and Basie!
Ella and Basie! è il ventinovesimo album della cantante jazz Ella Fitzgerald, pubblicato dalla Verve Records nel 1963.
L'album vede la cantante accompagnata dall'orchestra diretta da Count Basie, con gli arrangiamenti di Quincy Jones. Verrà ripubblicato nel 1997 col titolo On the Sunny Side of the Street e una copertina differente.

## Tracce
Lato A
1. Honeysuckle Rose (Andy Razaf, Fats Waller) – 2:42
2. 'Deed I Do (Walter Hirsch, Fred Rose) – 2:40
3. Into Each Life Some Rain Must Fall (Doris Fisher, Allan Roberts) – 3:20
4. Them There Eyes (Maceo Pinkard, Doris Tauber, William Tracey) – 5:04
5. Dream a Little Dream of Me (Fabian Andre, Gus Kahn, Wilbur Schwandt) – 4:04
6. Tea for Two (Irving Caesar, Vincent Youmans) – 3:10

Lato B
1. Satin Doll (Duke Ellington, Johnny Mercer, Billy Strayhorn) – 3:13
2. I'm Beginning to See the Light (Ellington, Don George, Johnny Hodges, Harry James) – 3:57
3. Shiny Stockings (Frank Foster, Ella Fitzgerald) – 3:30
4. My Last Affair (Haven Johnson) – 3:11
5. Ain't Misbehavin' (Harry Brooks, Razaf, Waller) – 3:06
6. On the Sunny Side of the Street (Dorothy Fields, Jimmy McHugh)  – 3:00

Bonus track riedizione 1997
1. My Last Affair (Alternative take) – 3:26
2. My Last Affair (Alternative take) – 3:39
3. Robbins Nest (Breakdown) (Illinois Jacquet, Bob Russell, Charles Thompson) – 1:22
4. Robbins Nest (Previously unreleased) – 3:40
5. Robbins Nest (Alternative take) – 3:09
6. Robbins Nest (Alternative take) – 2:55